# Gurspråk
Gurspråk, även kallade Voltaspråk, är en språkgrupp som tillhör Niger-Kongospråken. Det finns omkring 85 språk inom gruppen. De talas i sydöstra Mali, norra Elfenbenskusten, Burkina Faso, norra Ghana och norra Togo, Benin och nordvästra Nigeria.
Liksom de flesta Niger-Kongospråk har gurspråken ett system med substantivklasser. Ett gemensamt drag hos gurspråken är markerandet av verbaspekt. Gurspråken är tonspråk. Tonsystemen variera ganska mycket mellan olika språk inom gruppen. De flesta gurspråk har ett tvåtonssystem med nedsteg, men tonsystemet i undergruppen senufospråk analyseras oftast som ett trenivåsystem (hög, mellan och låg ton).
Sigismund Wilhelm Kölle nämnde första gången tolv gurspråk i sin Polyglotta Africana från 1854. Dessa motsvarar tio språk med dagens klassificering. Han identifierade korrekt dessa språk som besläktade med varandra, och den grupp han kallade 'nordöstra höga Sudan' motsvarar gurspråk i modern klassifikation.
Det finns två huvudsakliga undergrupper, centrala gurspråk och senufospråk, och ett antal språk som inte är klassificerade i någondera. Det har på senare tid ifrågasatts om senufospråken ingår i gurspråken, exempelvis av John Naden (1989:143). På grund av detta placerar Williamson och Blench (2000:18,25-6) senufospråken som en separat gren omedelbart före gurspråken i Volta-Kongogrenen av Niger-Kongospråken.